# Rose von Sebnitz

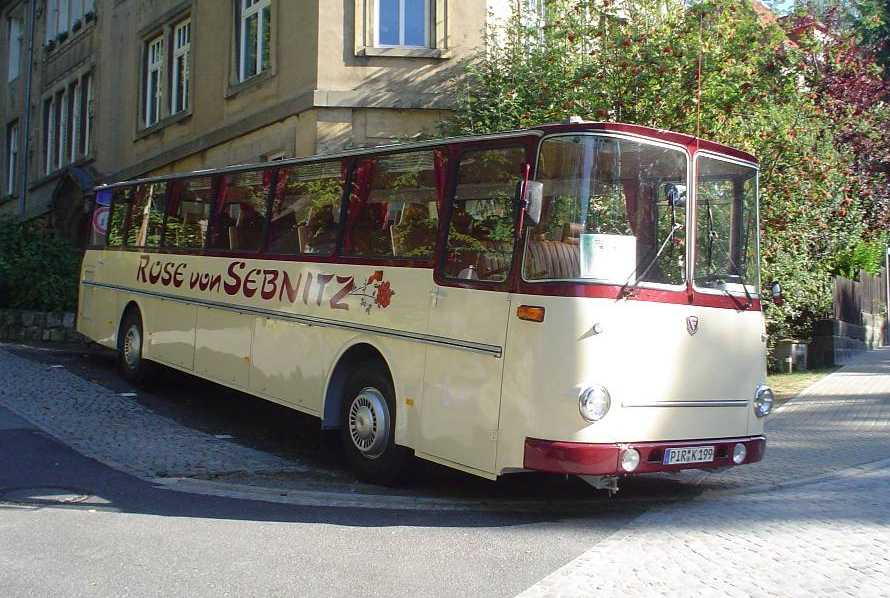
Die aktuelle „Rose von Sebnitz“

„Rose von Sebnitz“ ist der Name eines Kraftomnibusses.
Der Name „Rose von Sebnitz“ geht zurück auf eine Reihe von Bussen in Sebnitz, die nach Blumen benannt waren, als Verweis auf das in Sebnitz beheimatete Kunstblumenhandwerk. Dies sind „Blume von Sebnitz“ (1933 in Betrieb genommen), „Vergissmeinnicht“ (1935), „Rose von Sebnitz“ (1955). In seiner jetzigen Form ist der Bus der zweiten „Rose von Sebnitz“, die in den 1970er Jahren verkehrte, nachempfunden.
Die heutige „Rose von Sebnitz“ („Rose von Sebnitz II“) ist ein historischer Reisebus, der vom Regionalverkehr Sächsische Schweiz-Osterzgebirge (RVSOE) für repräsentative Zwecke in der Sächsischen Schweiz eingesetzt wird.
Der Bus vom Typ Fleischer S5 RU wurde 1987 von der Fritz Fleischer KG in Gera gebaut und verkehrte bis 1999 in Greifswald. 2003 wurde er von der damaligen Oberelbischen Verkehrsgesellschaft Pirna-Sebnitz (OVPS) gekauft und für etwa 74.000 Euro rekonstruiert. Sein erster Einsatz fand 2003 im Rahmen des Tages der Sachsen statt.
In Anlehnung an den Namen taufte die Städtebahn Sachsen 2011 nach einer Sonderfahrt den Desiro-Triebwagen 642 346 auf den Namen „Rose von Sebnitz 2.0“.